# Легонькова, Наталья Сергеевна
Наталья Сергеевна Легонькова (род. 27 декабря 1982 года) — украинская легкоатлетка, специализирующаяся на марафоне.

## Биография
Родилась и прожила юношеские годы в Казахстане, входившем в то время в состав СССР. В 1998 году с родителями переехала жить на Украину, в город Бережаны, Тернопольская область, откуда была родом её мать. В 12 лет познакомилась с Шри Чинмоем и приняла имя Самуннати (в переводе с санскрита означает рост, возвышение, достоинство и благополучие). Училась в Бережанском институте, там её тренировали братья Владимир и Богдан Дуды на дистанциях 800, 1500 и 3000 метров. Первый марафон пробежала 16 лет в Одессе за 6 часов.
На счету Натальи Легоньковой победы на марафонах в Быдгоще (Польша), Эдинбурге (Шотландия) и Тулузе (Франция). Недавно она добавила к своим достижениям первое место и в Белфасте (Северная Ирландия), где победила второй раз. В 2013 году в Белфасте Легонькова также была первой с личным рекордом и рекордом трассы. После этого Наталья вынуждена была взять паузу в спорте, так как её постоянно беспокоили боли в пятке. В октябре 2015 года с олимпийским нормативом выиграла марафон в Дублине. 10 ноября в польском городе Косьцян пробежала полумарафон за 1 час 15 минут 51 секунду, финишировала первой, опередив трёх кениек. В 2016 году выиграла Лос-Анджелесский марафон, а также заняла 87-е место на Олимпийских играх в Рио-де-Жанейро.